# Melanolophia modica
Melanolophia modica là một loài bướm đêm trong họ Geometridae.